# Kilcummin (County Kerry)

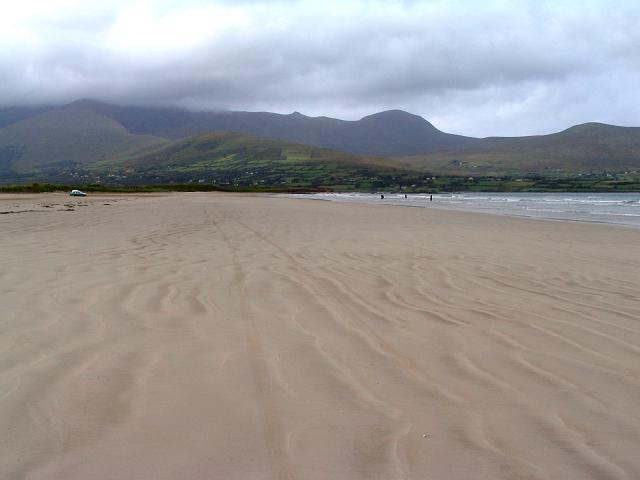
Strand von Kilcummin

Kilcummin (irisch Cill Chuimín, dt.: St. Cummins Kirche) ist ein weitläufiges Dorf und ein Civil Parish in dem irischen County Kerry 6 Kilometer nordöstlich von Killarney. Die Fläche beträgt 0.3710 km² (Kilcummin Town) bzw. 158,6 km² (Parish of Kilcummin), die Einwohnerzahl betrug bei der Volkszählung 2022 612.

## Geografie
Die nächsten Nachbargemeinden sind Killarney, Firies, Currow, Rathmore und Glenflesk. Kilcummin wird hauptsächlich durch den Fluss Deenagh entwässert, der in Toremore entspringt, sowie durch den Fluss Gweestin, der in Cockhill entspringt. Zuflüsse des Owenachree entwässern den östlichen Teil der Gemeinde. Der höchste Punkt befindet sich mit 330 Meter in Knockatagglemore.

## Geschichte
Die früheste Erwähnung von Kilcummin findet sich in der King’s History of Kerry, in der es heißt, dass Kilcummin im Jahr 1302 für den Zehnten mit 3s 4d veranschlagt wurde. Einst war diese Gemeinde viel größer als heute, sie erstreckte sich bis nach Stagmount und Rathmore und bestand aus insgesamt 67 Townlands.